# نيوتاما بودومو
نيوتاما فرانسيس بودومو (مواليد سنة 1988) (بالإنجليزية: Nuotama Bodomo)‏ هي مخرجة أفلام وكاتبة غاني.

## مسيرتها
وُلدت بودومو في غانا. نشأت أيضًا في النرويج وهونغ كونغ قبل أن تنتقل إلى نيويورك لدراسة السينما في جامعة كولومبيا، وتخرجت بدرجة البكالوريوس في عام 2010، كما درست في مدرسة نيش العليا للفنون التابعة لجامعة نيويورك.   عرض فيلمها الأول (Boneshaker) سنة 2013، من بطولة كوفينزانيه واليس، ترشح الفيلم لجائزة الأوسكار، وعُرض في عدة مهرجانات. تم عرض فيلمها (Afronauts) لأول مرة في الولايات المتحدة في مهرجان صاندانس السينمائي سنة 2014، وكان عرضه الدولي الأول في مهرجان برلين السينمائي الدولي 2014،
تم اختيارها كواحدة من «25 وجهًا جديدًا في الأفلام المستقلة» لمجلة (Filmmaker) في عام 2014. تقيم في مدينة نيويورك.

## أعمالها
- 2013: Boneshaker
- 2014: Afronauts
- 2016: Unconscious (جزء "Everybody Dies!")
- 2018: Random Acts of Flyness

## روابط خارجية
- نيوتاما بودومو على موقع IMDb (الإنجليزية)
- نيوتاما بودومو على موقع قاعدة بيانات الفيلم (الإنجليزية)